# Feminicídios em Ciudad Juárez

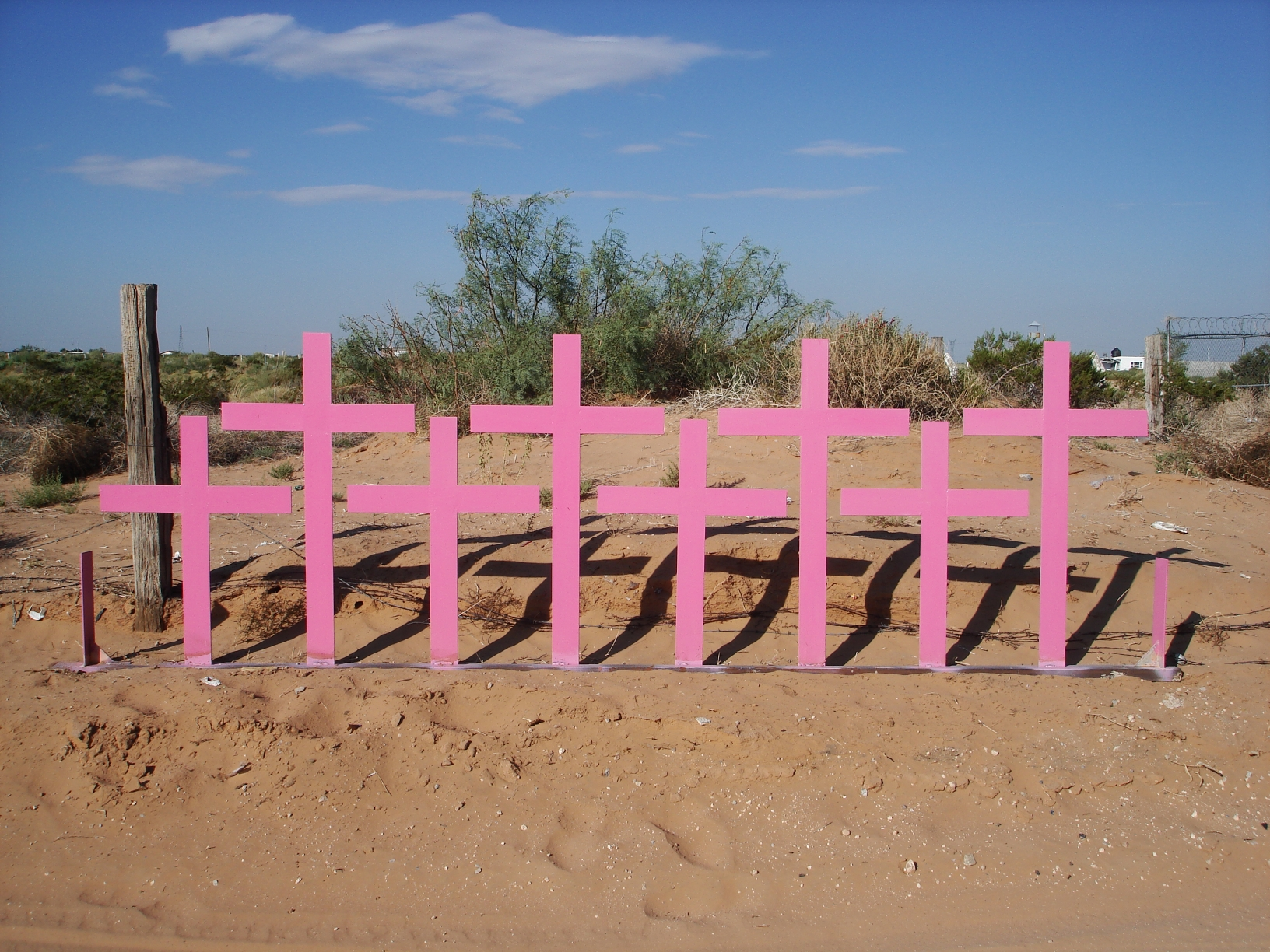
Cruzes colocadas em Lomas del Poleo, Planta Alta de Ciudad Juárez, no local onde foram encontrados 8 corpos de mulheres vítimas de feminicídio em 1996

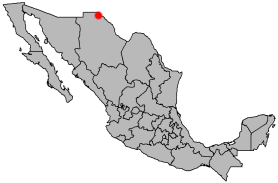
Localização de Ciudad Juárez, no México, a poucos quilômetros da fronteira com os Estados Unidos

Os feminicídios em Ciudad Juárez e as mortas de Juarez são duas expressões que fazem referência à soma de feminicídios e assassinatos de mulheres, que vem acontecendo na cidade mexicana de Ciudad Juárez, no estado de Chihuahua, ao menos a partir de janeiro de 1993. Para o ano de 2012, o número estimado de mulheres assassinadas, ascendeu a mais de 700.
Geralmente as vítimas correspondem a mulheres jovens e adolescentes entre 15 e 25 anos de idade, de baixa renda e que tiveram que abandonar seus estudos para começar a trabalhar em tenra idade. Antes de serem assassinadas, as mulheres comumente costumam também ser violadas e torturadas.
Por parte da população foi acusado de passividade das autoridades locais e nacionais, uma vez que em muitos casos não foi esclarecida a responsabilidade de tais crimes. A Corte Interamericana de Direitos Humanos chegou a considerar o Estado Mexicano como um dos principais responsáveis por esses atos.
Há várias organizações não-governamentais que prestam apoio a mães e familiares vítimas de feminicídio como Casa Amiga, Nossas Filhas de Volta para Casa, a Justiça para com as nossas filhas, Rede, Mesa de Mulheres de Ciudad Juárez, entre outras.

## Antecedentes
| População de Cidade Juárez segundo INEGI. | População de Cidade Juárez segundo INEGI. | População de Cidade Juárez segundo INEGI. |
| Ano                                       | População                                 | ±%                                        |
| ----------------------------------------- | ----------------------------------------- | ----------------------------------------- |
| 1990                                      | 789 522                                   | —                                         |
| 1995                                      | 995 770                                   | +26.1%                                    |
| 2000                                      | 1 187 275                                 | +19.2%                                    |
| 2005                                      | 1 301 452                                 | +9.6%                                     |
| 2010                                      | 1 321 004                                 | +1.5%                                     |
| 2014                                      | 1 398 400                                 | +5.9%                                     |

Cidade Juárez encontra-se no estado de Chihuahua, na fronteira com os Estados Unidos, estando separada da cidade de El Paso, Texas, apenas pelo Rio Bravo.
Tanto a atividade criminal como o crescimento da população na região metropolitana da Ciudad Juárez começaram a aumentar drasticamente a partir do crescimento das maquiladoras e, especialmente, desde o estabelecimento do Tratado de Livre Comércio da América do Norte em 1994, dois fatores que atraíram tanto o comércio internacional como muitas mulheres jovens e suas famílias em busca de oportunidades de trabalho  melhores e economicamente mais favoráveis.
A partir de meados da década de 2000, as autoridades desviaram a sua atenção para as investigações das redes de tráfico de drogas, atualmente as maiores causadoras de mortes na cidade, assim como no resto do México.

## Os feminicídios
A primeira vítima contabilizada foi a menina Alma Chavira Farel, em janeiro de 1993.
Em maio de 1993, foi raptada Gladys Janeth Fierro, de 12 anos de idade, que foi estuprada e assassinada por estrangulamento. Em setembro de 1995, Silvia Rivera Morales, de 17 anos, foi encontrada em Lote Bravo, ao sul do aeroporto, tendo sido estuprada, estrangulada, e, além disso, torturada brutalmente. Este último modus operandi se repetiu no mesmo ano e no mesmo local, um dos bairros favorecidos de Ciudad Juárez. Em 1996, seis corpos foram encontrados na zona desértica Lomas de Poleo, esfaqueadas, mutiladas e estupradas. Sacrário González, também de 17 anos, operária de uma maquiladora, desapareceu ao sair do trabalho, em abril de 1998. Dias depois foi encontrada morta em um terreno deserto, tendo sido estuprada, estrangulada e esfaqueada. As costas de algumas destas vítimas tinham símbolos de triângulos feitos por meio de armas cortantes.

### Características das vítimas
Geralmente, as vítimas correspondem a mulheres jovens e adolescentes, entre 15 e 25 anos de idade, de baixa renda e que tiveram que abandonar seus estudos para começar a trabalhar em tenra idade.
Os locais onde foram descobertas a maioria dos corpos são: Lote Bravo, Granjas Santa Elena, colonia La Nueva Hermila, las faldas del Cerro del Cristo Negro e el Puente Libre que liga Juárez com El Paso, Texas.

## Estado das investigações
Em fevereiro de 1999, o presidente do México da época, Ernesto Zedillo, se reuniu com o presidente norte-americano Bill Clinton, em Mérida, no estado de Yucatán, para pedir apoio nas investigações sobre os assassinatos em Ciudad Juárez. No mês seguinte, policiais do FBI visitaram a cidade para descobrir sobre os crimes, tendo estudado previamente 24 registros de vítimas fornecidos para sua pesquisa.
Algumas das instituições que de alguma forma participaram na busca de criminosos, são a Procuradoria-Geral da República (PGR), o FBI, a Comissão Nacional de Direitos Humanos (CNDH), a Coordenadora de organizações não Governamentais em prol da mulher, o Grupo 8 de março, Mulheres por Juarez, Vozes sem Eco e as Raposas do deserto.

### Estatísticas
No ano de 2009, contabilizaram-2632 assassinatos na cidade, o que corresponde a mais de um terço do total de ocorrências em todo o México, que por totalizou 7700 assassinatos. Em 2010, a cifra subiu para mais de 3100 assassinatos, e no primeiro mês e meio de 2011 atingiu os 300 mortes. No entanto, existe uma grande controvérsia sobre os números reais, e se discute o próprio conceito de feminicídio, pois alguns autores acreditam que esse conceito é muito mais amplo do que o de homicídio ou assassinato e dá a entender o desejo de erradicar a violência contra as mulheres por parte das autoridades.
77 % dos crimes ficam impunes, e grande parte dos corpos nunca são identificados. Ainda que o número de mortes de homens seja muito maior do que o de mulheres, os homicídios femininos em Ciudad Juárez são consideravelmente mais altos do que no resto das grandes cidades do México e dos Estados Unidos.
| Ano  | N. º feminicídios | Juízes.      | N. º assassinatos | Juízes.            |
| ---- | ----------------- | ------------ | ----------------- | ------------------ |
| 2007 | ?                 | ~300         | [ 11 ]            |                    |
| 2008 | 89                | [ 11 ]       | 1600, 1607        | [ 4 ] [ 11 ]       |
| 2009 | 130, 163          | [ 4 ] [ 11 ] | 2632, 2643, 2650  | [ 4 ] [ 7 ] [ 11 ] |
| 2010 | 303               | [ 11 ]       | 3100, 3117        | [ 8 ] [ 11 ]       |
| 2011 | 188               | [ 11 ]       | 1910              | [ 11 ]             |

De acordo com Molly Molloy, investigadora e professora da Universidade Estadual do Novo México, as porcentagens de feminicídios nunca passaram na Ciudad Juaréz, 18% do total de vítimas, e os anos 2000 e 2010 a média foi inferior a 10%, o que é menor em comparação com os Estados Unidos, onde anualmente, em média, entre 20% e 25% das vítimas de homicídio são mulheres. Nesta linha, os acadêmicos Pedro H. Albuquerque e Prasad Vemala têm sustentado que a proporção de assassinatos de mulheres em Ciudad Juárez é semelhante à de outras cidades mexicanas não próximas à fronteira com os Estados Unidos.

## Fatores contribuintes
Existem diversos fatores que contribuíram para o desenvolvimento dos feminicídios em Ciudad Juárez e seus arredores.

### As maquiladoras

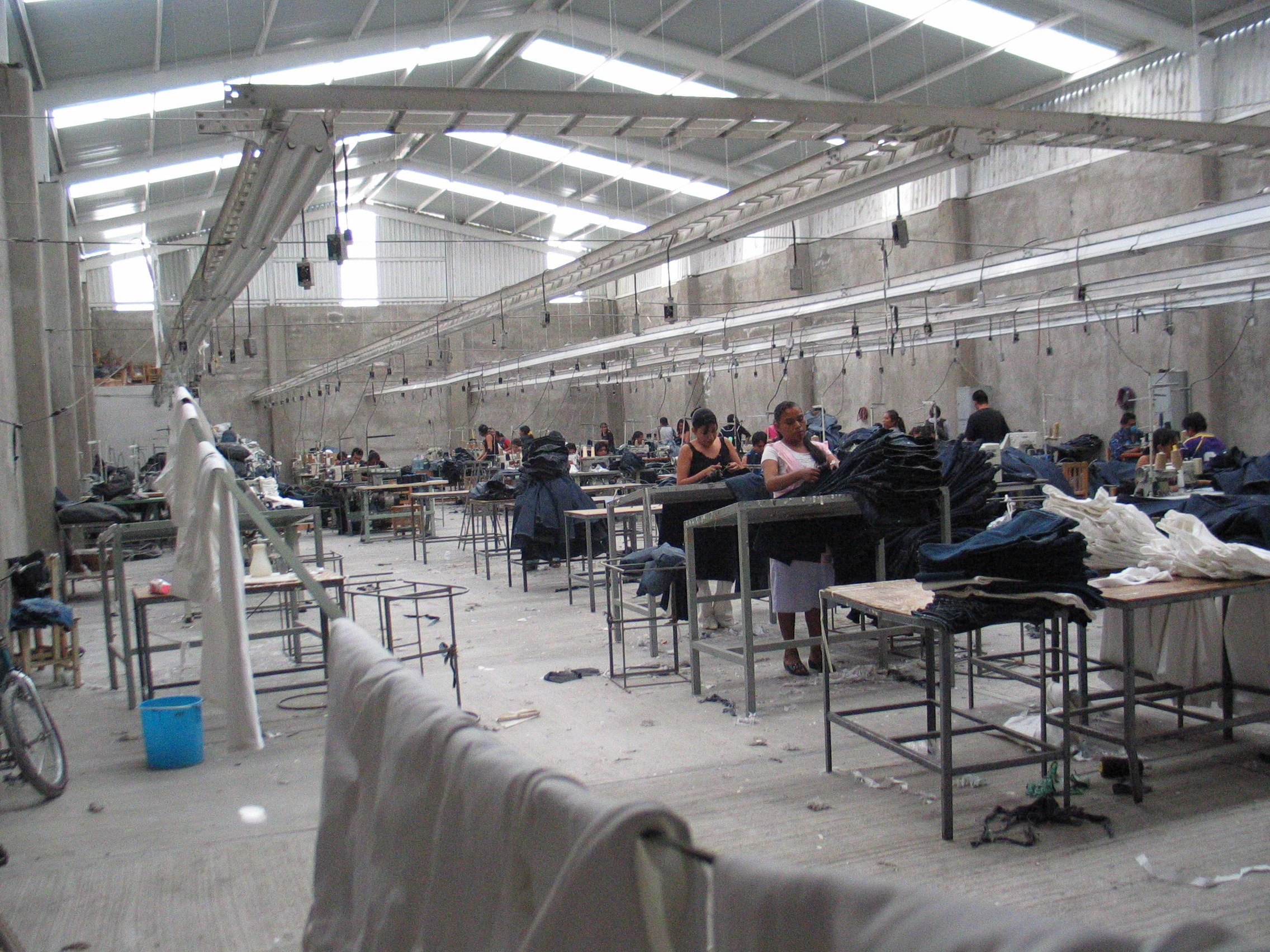
Uma maquiladora no México

As maquiladoras se caracterizam por sua mão-de-obra barata e de suas condições de exploração do trabalho, que envolvem regularmente a violações dos direitos humanos, especialmente no caso das mulheres. As mulheres tendem a emigrar de vilas e zonas rurais do México para as cidades industrializadas, onde é possível encontrar emprego nas maquiladoras. De acordo com a escritora e empresária Jessica Livingston, esta migração foi criado "um novo fenômeno de mulheres trabalhadoras móveis, independentes e vulneráveis" em cidades como Ciudad Juárez. Por outro lado, as mulheres são geralmente orientadas para trabalhar em áreas de indústrias que necessitam de um menor nível educacional, e onde se pagam salários mais baixos. As maquiladoras, por sua vez, justificam esses salários baixos dizendo que os trabalhos femininos são temporários, o que provoca uma alta rotatividade de trabalhadores. de Acordo com a socióloga e pesquisadora Monárrez Fragoso, "as práticas da indústria maquiladora revelam um ciclo de consumo-descarte para com os trabalhadores", criando uma concepção de mulheres "descartáveis" no trabalho, de natureza desvalorizada e dispensável.
Muitas das vítimas de assassinato na Cidade de Juarez, têm sido empregadas de maquiladoras. Apesar da indústria maquiladora, a cidade ainda mantém uma infra-estrutura relativamente pobre e subdesenvolvida, com diversos setores carentes de eletricidade e de caminhos pavimentados. Como parte de seu trajeto diário da casa para o trabalho, muitas trabalhadoras das maquiladoras devem andar por essas áreas inseguras e mal iluminadas para pegar os ônibus que levam-nas para as empresas, sendo este um fator de vulnerabilidade. Além disso, a crescente participação das mulheres na força de trabalho também pode constituir um fator que contribui em si mesmo a vitimização da mulher, devido à competição por recursos econômicos nas últimas décadas, onde no México houve altas taxas de desemprego masculino.

### NAFTA

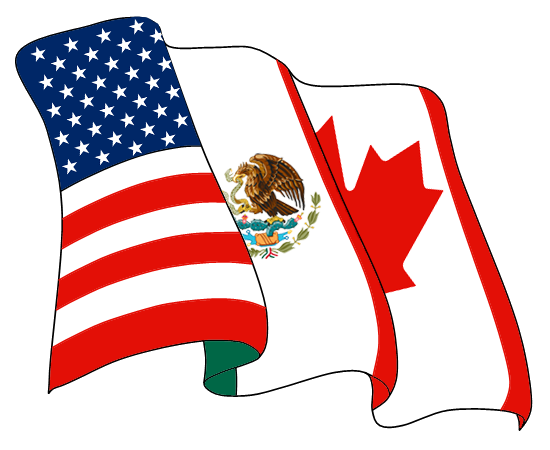
O Tratado de Livre Comércio da América do Norte (NAFTA) tem sido considerada como uma das causas da explosão de feminicídios em Ciudad Juárez, a partir de meados da década de 1990

A implementação do Tratado de Livre Comércio da América do Norte (NAFTA) em 1994 entre México, Estados Unidos e Canadá produziu uma expansão da indústria maquiladora e criou novas oportunidades de emprego para as mulheres dentro das fábricas e fora de suas casas. A disponibilidade de mão-de-obra barata atraiu empresários estrangeiros para abrir fábricas no México, enquanto que a disponibilidade de emprego atraiu muitas pessoas, especialmente mulheres, em cidades de fronteira como a de Ciudad Juárez. As pesquisas têm mostrado uma correlação entre os problemas econômicos e políticos e a violência contra as mulheres ao longo da fronteira. Especificamente, as pesquisas de Pantaleo demonstraram que "o NAFTA, como uma abordagem capitalista, criou diretamente a uma desvalorização da mulher e um aumento da violência". Além disso, de acordo com Wright, no período de tempo compreendido desde a implementação do NAFTA em 1994 e o ano de 2001, "a taxa de homicídios para os homens aumentou em 300 %, enquanto que para as mulheres aumentou em 600 %".
Devido à importância que teve o NAFTA como um dos possíveis fatores que permitiu o aumento de assassinatos de mulheres na cidade, foi sugerido em várias ocasiões a alteração do NAFTA, incluindo-se neste disposições sobre a defesa dos direitos humanos.

### O machismo
Os papéis de gênero tradicionais são um fator sociocultural que tem impactado fortemente no México em detrimento da mulher. De acordo com Pantaleo, "do ponto de vista do patriarcado, há duas expressões no México comumente usadas para mostrar a diferença entre a situação de homens e mulheres: o machismo e o marianismo". A primeira caracteriza-se por agressão e força masculina, enquanto que a segunda, por subordinação e papéis de gênero doméstico. Como parte da ideologia do marianismo, espera-se que a mulher cumpra com a função doméstica de mulheres e esposas, abstendo-se de realizar um trabalho remunerado fora do lar. No México pode considerar-se que as mulheres que deixam suas casas para procurar emprego no setor das maquiladoras compartilham diretamente como condição feminina o ideal de marianista. Isto desafia a hipermasculinidade, em que os aspectos agressivos da identidade masculina são exagerados, a fim de preservar sua identidade. Segundo Livingston, a violência de gênero na Cidade de Juarez, pode ser uma reação negativa contra a mulher que "obtém uma maior autonomia pessoal e independência, enquanto os homens perdem a sua condição de gênero dominante".

### Crime organizado e tráfico de drogas
Para examinar os feminicídios em Ciudad Juárez, é importante considerar o impacto do tráfico de drogas. Juarez é a sede do cartel de drogas mexicano que tem resultado em elevados níveis de violência a que foram dirigidas à população mexicana. Juarez é o cartel de drogas mexicano que tem produzido os maiores índices de violência direta para a população mexicana. Acredita-se que os feminicídios em Ciudad Juárez, podem estar relacionados com os poderosos cartéis do tráfico de drogas ao longo da fronteira. Além disso, as gangues se tornaram uma ameaça permanente, sobretudo as mulheres na fronteira. A atividade das gangues cria um alto risco para as mulheres, especialmente devido à baixissima proteção institucional existente. A misoginia é uma característica freqüente da atividade de gangues. De acordo com um estudo realizado em 2008, utilizando a Base de Dados Feminicídio 1993-2007 no Colégio da Fronteira Norte, que documenta os fatos de feminicídio ocorridos entre 1993 e 2007, 9,1 % dos assassinatos de mulheres foram atribuídos ao crime organizado e atividades de tráfico de drogas.

## Responsabilidade policial e governamental
Os assassinatos de mulheres em Ciudad Juárez, têm atraído a atenção mundial a partir da década de 1990, sendo questionada a inação da polícia e o Governo para impedir os assassinatos e levar os responsáveis perante a justiça. Houve várias decisões internacionais contra o México, por sua inadequada resposta à crescente violência contra as mulheres. Entre 27 e 30 de abril de 2009, por exemplo, foi realizado um julgamento na Corte Interamericana de Direitos Humanos , sentando-se no banco dos réus para os Estados Unidos Mexicanos. A sentença responsabiliza o Estado mexicano da morte de 8 mulheres, pela falta de uma investigação adequada. Tanto a polícia como funcionários do governo foram acusados de responder com indiferença para os feminicídios, bem como indicar altos graus de tolerância perante os crimes, realizar investigações inadequadas e negligentes, fornecer respostas ineficazes, e não prevenir ou proteger as mulheres da violência.
Como resultado da atenção internacional, que tem provocado as mortes, funcionários da polícia e o governo têm sido politicamente pressionados para responder aos assassinatos de mulheres. Por isso, a polícia foi acusada de apressar-se em fazer prisões e resolver os casos, apesar dos crimes continuarem ocorrendo. Além disso, das centenas de casos, até o ano de 2006 só foram realizados três condenações, havendo ceticismo sobre sua integridade. A metodologia e a integridade das investigações policiais tem sido questionada devido a denúncias de tortura e violações aos direitos humanos realizadas aos supostos suspeitos.

### Sentenças
De acordo com o estudo de Pantaleo, em 2006, "enquanto que foram sequestradas e assassinadas cerca de 400 meninas e mulheres, são poucas as prisões e condenações que foram aplicados". Além disso, há uma grande controvérsia com relação às poucas condenações que foram realizadas. A polícia foi acusada de realizar pesquisas precipitadas de metodologias e integridade questionáveis. Os suspeitos que foram detidos, por sua vez, afirmaram que foram torturados para que confessarem, o que provocou incerteza sobre a legitimidade das investigações e condenações.
Em 1996, um cidadão egípcio, Omar Sharif Latif, foi declarado culpado de três assassinatos e condenado a uma pena de prisão de trinta anos. Depois de sua prisão em 1995, os assassinatos continuaram e as autoridades afirmaram que Sharif, dirigia-se aos membros do grupo "Los Rebeldes" para continuar com os assassinatos enquanto ele estava preso. Como resultado desta ligação, os membros do grupo foram também acusados e condenados. Os bandidos acusados de levar a cabo assassinatos sob as ordens de Sharif afirmaram ter sido torturados enquanto estavam sob custódia da polícia. De acordo com Monárrez Fragoso, "no ano de 2000, soube-se que o corpo de Elizabeth Castro Garcia, cujo assassinato foi atribuído a Omar Sharif Latif, não pertencia a ela". A condenação de Sharif, ao menos até 2006, encontrava-se em estado de apelação.
Em 2001, os motoristas de ônibus Víctor García Uribe e Gustavo González Meza foram detidos por oito assassinatos. O segundo deles morreu suspeito enquanto estava sob custódia policial, enquanto que o primeiro, em 2004, foi declarado culpado de oito assassinatos que tiveram lugar em 2001. Garcia confessou os assassinatos, mas afirmou que ele havia sido torturado pela polícia para confessar.

### Justiça internacional
Houve várias decisões internacionais contra o México, por sua inadequada resposta à crescente violência contra as mulheres. De acordo com Livingston, "em 1998, a Comissão Nacional de Direitos Humanos divulgou um relatório que responsabilizava (México) por graves irregularidades e negligencia em geral nas investigações estatais, incluindo a identificação errônea de cadáveres, a impossibilidade de obter a prova pericial a evidência forense, falhas na realização de autópsias ou na obtenção de análise de sêmen", além de "falhas nos arquivos de relatórios escritos, e incompetência para manter registros da crescente onda de assassinatos de mulheres".
Em 2004, em virtude do Protocolo Facultativo à Convenção sobre a eliminação de todas as formas de discriminação contra a mulher (CEDAW) e a pedido de várias organizações não-governamentais, realizou-se uma investigação sobre as denúncias de centenas de assassinatos de mulheres e meninas que tiveram lugar na zona de Cidade Juárez , desde 1993. Para que a pesquisa fosse realizada, era necessário que existissem provas confiáveis de que o México é violação dos direitos estabelecidos pela CEDAW. O Comitê analisou os crimes de gênero ocorridos em Ciudad Juárez e descobriu que as duas formas mais comuns eram os assassinatos e os desaparecimentos. Também analisou a resposta do Governo e descobriu que a sua resposta inicial foi de indiferença e que o Governo mexicano tolerou esses crimes durante anos. Além disso, concluiu que as medidas adotadas pelo Estado mexicano em resposta a violações de gênero contra a mulher, eram, ao menos até então, "poucas e ineficientes, a todos os níveis do Estado". Finalmente, o Comitê formulou diversas recomendações para que o México pudesse cumprir. Embora estas recomendações não sejam juridicamente vinculativas, foram influentes na esfera pública.
Segundo a Anistia Internacional, "Em 2009, a Corte Interamericana de Direitos Humanos decidiu sobre o caso "campo de algodão" que o México era culpado de discriminação e de não proteger as três jovens assassinadas em 2001 na Cidade de Juarez, ou garantir uma investigação efetiva sobre o seu sequestro e assassinato". A Corte ordenou ao México conduzir a uma nova investigação sobre os assassinatos, criar um monumento nacional em homenagem às vítimas, pagar indenizações para as famílias das vítimas, e melhorar as medidas de prevenção e investigação adequada dos assassinatos de mulheres.

### Casos de corrupção
Mario Escobedo Anaya e Sergio Dante Almaraz foram dois advogados, responsáveis pela defesa dos dois motoristas Víctor García Uribe e Gustavo González; acusados de matar e estuprar oito mulheres encontradas em novembro de 2001, em uma área de Cidade Juárez. Ambos advogados, junto com o pai do primeiro (também advogado), declararam em 2002 aos meios de comunicação a inocência de seus clientes, aparecendo no programa de televisão Downtown 20/20 da ABC News, em 31 de janeiro de 2002. Após isso foram ameaçados de morte.
Na noite do dia 5 de fevereiro de 2002, Mario Escobedo saiu de sua casa para se encontrar com a mãe do chamado El Venado, um fugitivo da prisão de Chihuahua, para negociar a sua fiança.  El Venado tinha matado um policial, e mais tarde, o serviço de Inteligência dos Estados Unidos e México disseram que tinha sido enviado pelo líder criminoso Vicente Carrillo para assassinar o Governador de Chihuahua Patrício Martínez. No caminho para a reunião, o advogado foi assassinado no seu carro por um policial com um tiro na cabeça.
As declarações da polícia foram contraditórias, dizendo primeiro que o haviam confundido com El Venado, e, em seguida, que tinham reagido diante de supostos disparos por parte do advogado. Uma testemunha, no entanto, disse que quem havia disparado foi o primeiro comandante Alejandro Castro Valles, que lhe atirou à queima-roupa. O juiz não considerou a declaração da testemunha, considerando-a fora de prazo, pelo que os policiais foram exonerados. Dias depois, el diario Norte confirmou através de fotografias que os tiros surgidos nos carros da polícia e que foram utilizados como provas de sua autodefesa tinham aparecido depois do assassinato.

## Ativismo

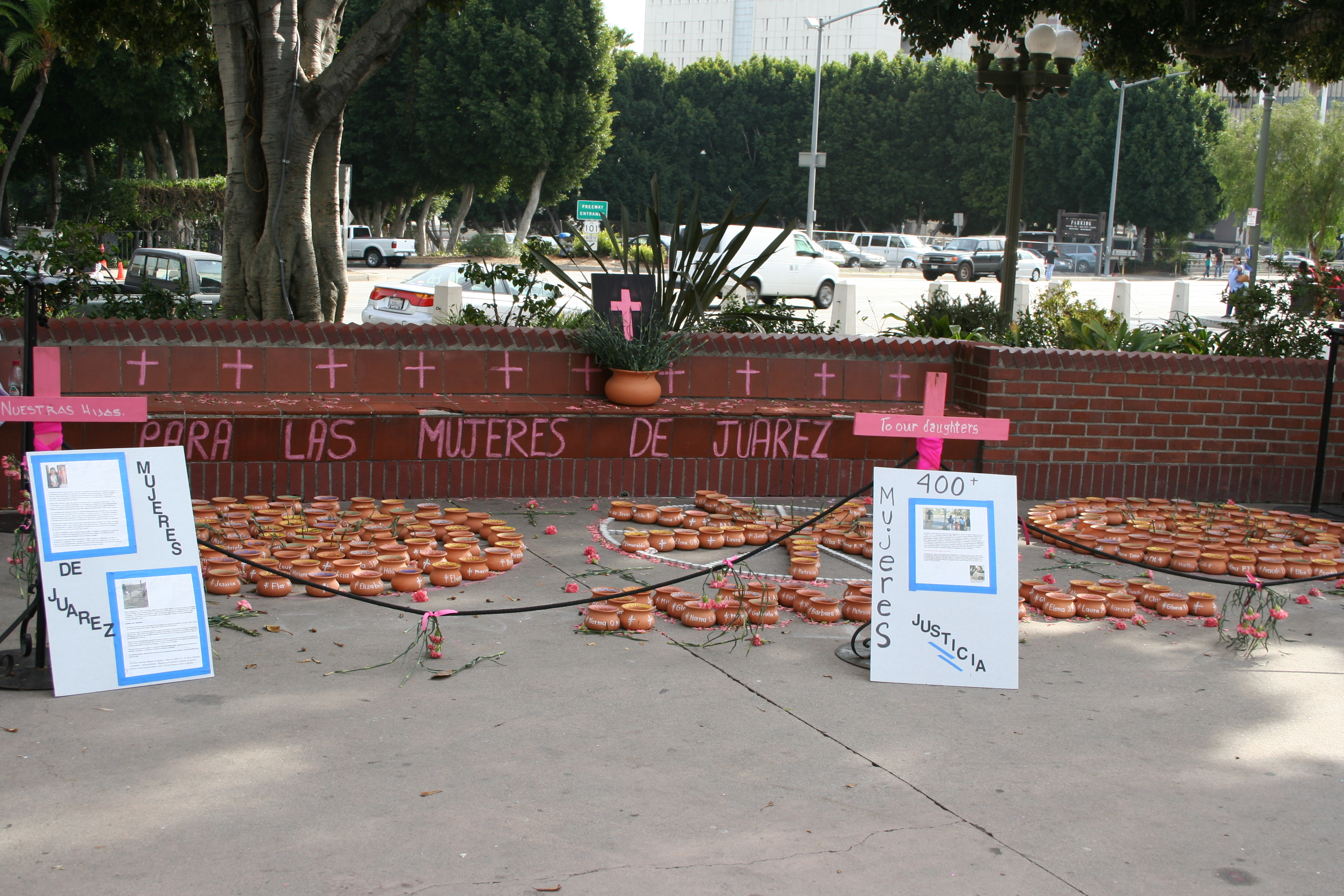
Cruzes de cor-de-rosa na rua Oliveira dos santos em Los Angeles, colocados no Dia dos Mortos em memória das mulheres assassinadas em Ciudad Juárez

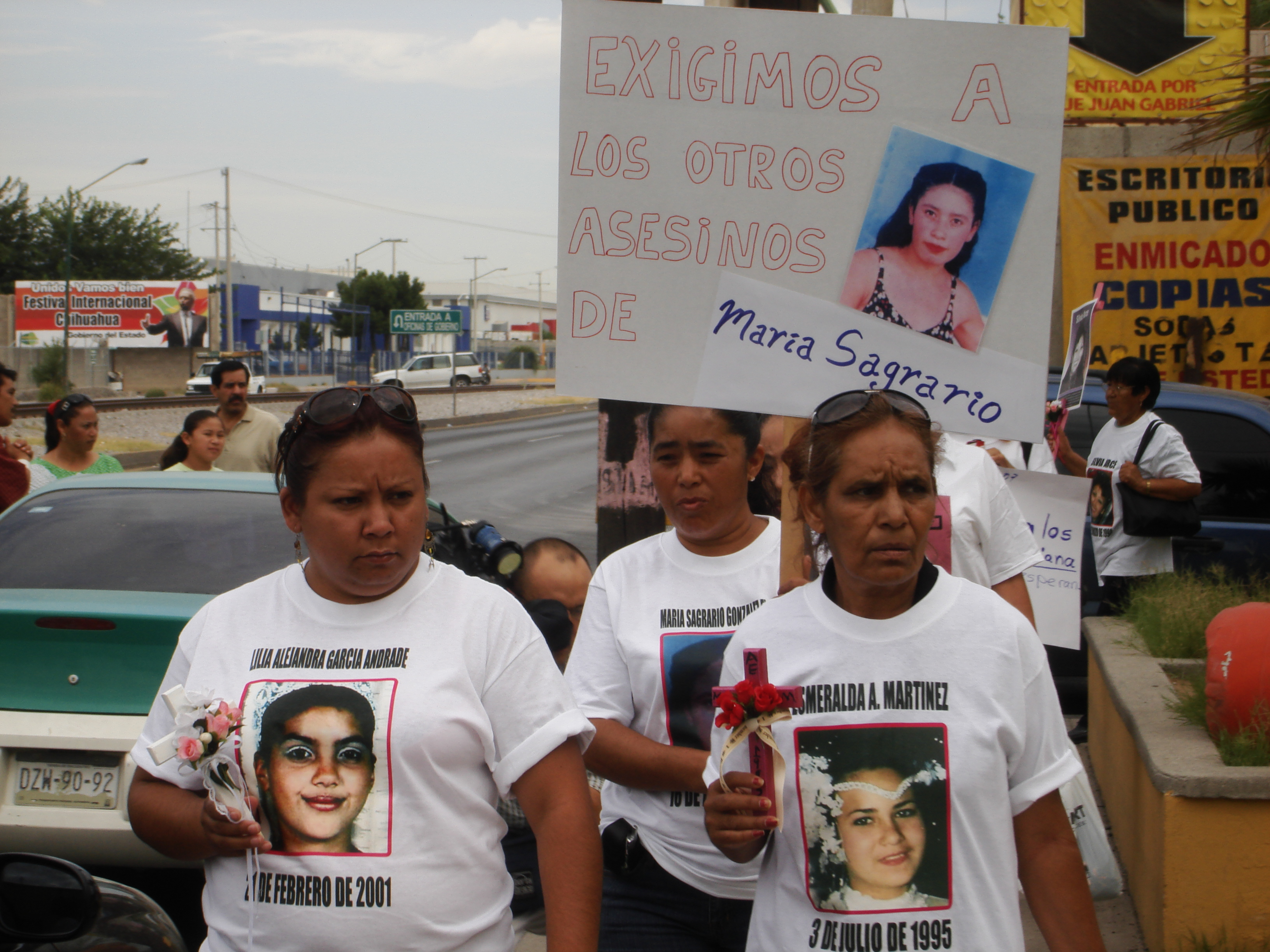
Manifestação de familiares de mulheres assassinadas

Desde a década de 1990, foram criadas diversas organizações não-governamentais que prestam apoio a mães e familiares vítimas de feminicídio. Em sua maioria são formados por mulheres, e algumas delas são: Casa Amiga, Nossas Filhas de Volta para Casa, Justicia para nuestras hijas e Red Mesa de Mujeres de Ciudad Juárez.
Algumas das participantes destas organizações tiveram finais desastrosos, como o caso de Marisela Escobedo Ortiz, ativista social assassinada com um tiro na cabeça no dia 16 de dezembro de 2010 no meio de uma manifestação enquanto elas protestavam contra o assassinato de sua filha, ocorrido em 2008. Susana Chávez, por sua parte, nascida em Ciudad Juárez, uma escritora e defensora dos Direitos Humanos, foi encontrada morta e mutilada em 6 de janeiro de 2011 na colônia Cuauhtémoc. Chávez foi quem cunhou a frase "Nem uma morta mais" ("Ni una muerta más"), frequentemente utilizada em protestos. Em 12 de janeiro daquele mesmo mês, o juiz Carlos Manuel Sala declarou que Chávez que o homicídio teria que ver com o seu ativismo.

## Cultura popular

### Filmografia
Filmes
- 2006 - Bordertown (A cidade do silêncio)
- 2006 - La Virgen de Juarez ( Minnie Driver)
- 2008 - Backyard: El traspatio

Documentários
- 2001 - Señorita extraviada (dirección Lourdes Portillo)
- 2003 - Hecho en Juárez (dirección Arturo Chacón)
- 2006 - En el borde (dirección Steev Hise)
- 2006 - Una noche en Juárez (dirección Alex Flores y Lorena Vassolo)
- 2006 - Bajo Juárez, la ciudad devorando a sus hijas (dirección Alejandra Sánchez Orozco y José Antonio Cordero)
- 2006 - Juárez: la ciudad donde las mujeres son desechables
- 2007 - XPress (dirección Mauro García Dahmer, segmento conducido por Ilana Sod)
- Silencio en Juárez (Discovery Channel)

Séries
- 1986-2007 - Mujer, casos de la vida real (Televisa).
- 2013 - The Bridge (FX).

Vídeos musicais e curtas-metragens
- 2001 - Invalid Litter Dept. (música At The Drive-In, dirección Michael Carone)
- 2005 - Madres de Juárez luchan por justicia (producción Zulma Aguiar)
- 2016 - Fresas en Bagdad (dirección Omar Jerez, Julia Martínez)

### Literatura
- 2004 - 2666, romance de Roberto Bolaño , que gira em torno dos feminicídios em uma cidade fictícia (Santa Teresa) que se refere à Cidade Juárez.

### Teatro
- Hotel Juarez, de Victor Hugo Rascón Banda
- Mujeres de Arena, de Humberto Robles